# Campylopus rabenii
Campylopus rabenii är en bladmossart som beskrevs av Paul Pablo Günther Lorentz 1864. Campylopus rabenii ingår i släktet nervmossor, och familjen Dicranaceae. Inga underarter finns listade i Catalogue of Life.